# Grupo México
Grupo México (Grupo México S.A. de C.V.) ist der größte Bergbaukonzern Mexikos und der drittgrößte Kupferproduzent weltweit. Durch die Tochtergesellschaft Ferrocarril Mexicano (Ferromex) betreibt sie das größte Eisenbahnnetz Mexikos. Grupo México ist im Índice de Precios y Cotizaciones (IPC) an der Bolsa Mexicana de Valores gelistet.
Das Unternehmen wurde 1978 als „Grupo Industrial Minera Mexico“ gegründet. 1988 wurde die Konkursmasse des staatseigenen Bergbaubetriebes „Mexicana de Cobre“ übernommen. 1990 folgte der Erwerb der wichtigsten Kupferbergwerke in Cananea und Nacozari. Dazu kaufte das Unternehmen noch weitere kleinere Betriebe, so einige Kohlebergwerke in Coahuila. 1994 firmierte das Unternehmen in „Grupo México“ um.
Im Jahre 2000 erzeugte das Unternehmen 87,5 % der mexikanischen Kupferproduktion. 2004 erwarb Grupo México 54,2 % von „Southern Peru Copper Corporation“. Im Oktober 2005 erfolgte die Umfirmierung in Southern Copper Corporation.
1997 war das Unternehmen federführend beim Erwerb der Konzession für den Bahnbetrieb im Nordwesten und der Mitte Mexikos (Ferrocarril Mexicano). Im November 2005 wurde die südmexikanische Eisenbahngesellschaft Ferrosur erworben.

## Unternehmensstruktur
Stand Juli 2017
Grupo México
Americas Mining Corporation (100 %)
Southern Copper (88,9 %)
Minera Mexico (99,9 %)
Southern Peru (100 %)
ASARCO (100 %)
Copper Basin Railway
Minera Los Frailes (97,3 %)
GMexico Transportation (75,0 %) – 25 % Inbursa
Infraestructura y Transportes Ferroviarios (100 %)
Ferrosur (100 %)
Grupo Ferroviario Mecicano (74 %) – 26 % Union Pacific Railroad
Ferromex (100 %)
Líneas Ferroviarias de México (100 %)
Texas-Pacífico Transportation (100 %)
Intermodal México (100 %)
Florida East Coast Railway (100 %)